# クラウス・マイヤー
クラウス・マイヤー（Claus Meyer、本名:Eduard August Nicolaus Meyer、1856年11月20日 - 1919年11月9日）はドイツの画家である。風俗画を描いた。カールスルーエの美術学校やデュッセルドルフ美術アカデミーの教授を務めた。

## 略歴
現在はハノーファーの自治区となったリンデン(Linden)で生まれた。ハーメルンの高校で学んだ後、1875年にニュルンベルクの美術学校でアウグスト・フォン・クレリンク(August von Kreling: 1819-1876)に学んだ後、1876年からミュンヘン美術院で、アレクサンダー・フォン・ヴァーグナーやルートヴィヒ・フォン・レフツに学んだ。
1890年から1895年の間はカールスルーエの美術学校の教授を務め、この時期の学生にはカウル・ラウバー(Karl Rauber: 1866-1909)がいる。1895年にヴィルヘルム・ゾーンの後任としてデュッセルドルフ美術アカデミーの教授になった。1890年代の末、デュッセルドルフ芸術家協会(Düsseldorfer Künstler-Vereinigung 1899）の創立メンバーになった。
20世紀になった後、ラインラント・ヴェストファーレン美術協会(Kunstverein für die Rheinlande und Westfalen)の依頼でノルトライン＝ヴェストファーレン州の再建されたブルク城(Schloss Burg)の騎士の間の壁画を描いた 。1904年にはチョコレート会社経営者のルートヴィヒ・シュトルヴェルクとワイン会社経営者のオットー・ヘンケルが共同で開催した商業ポスターのコンクールの審査員も務めた。

## 作品

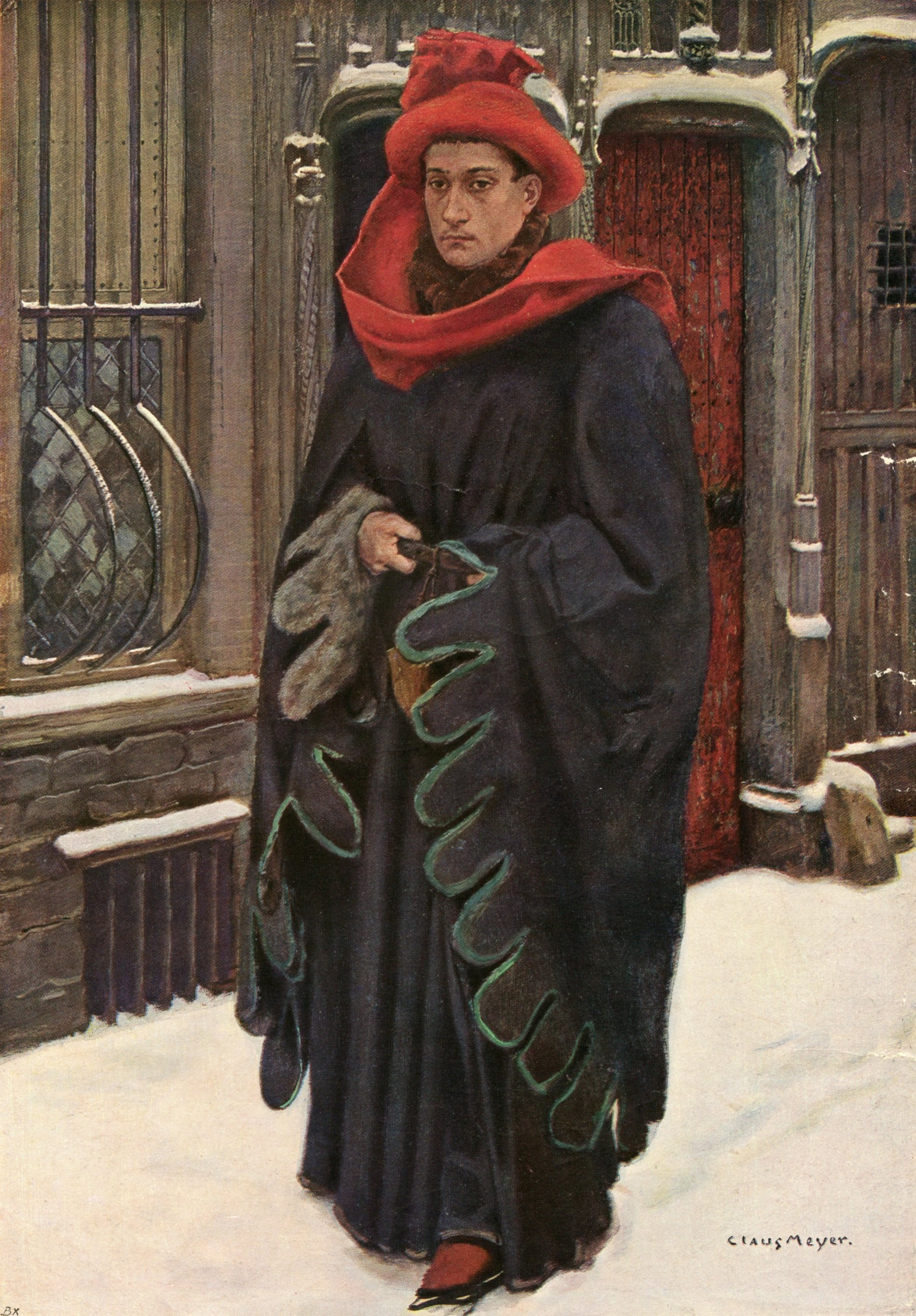
ブルッヘの評議員(Ratsherr)
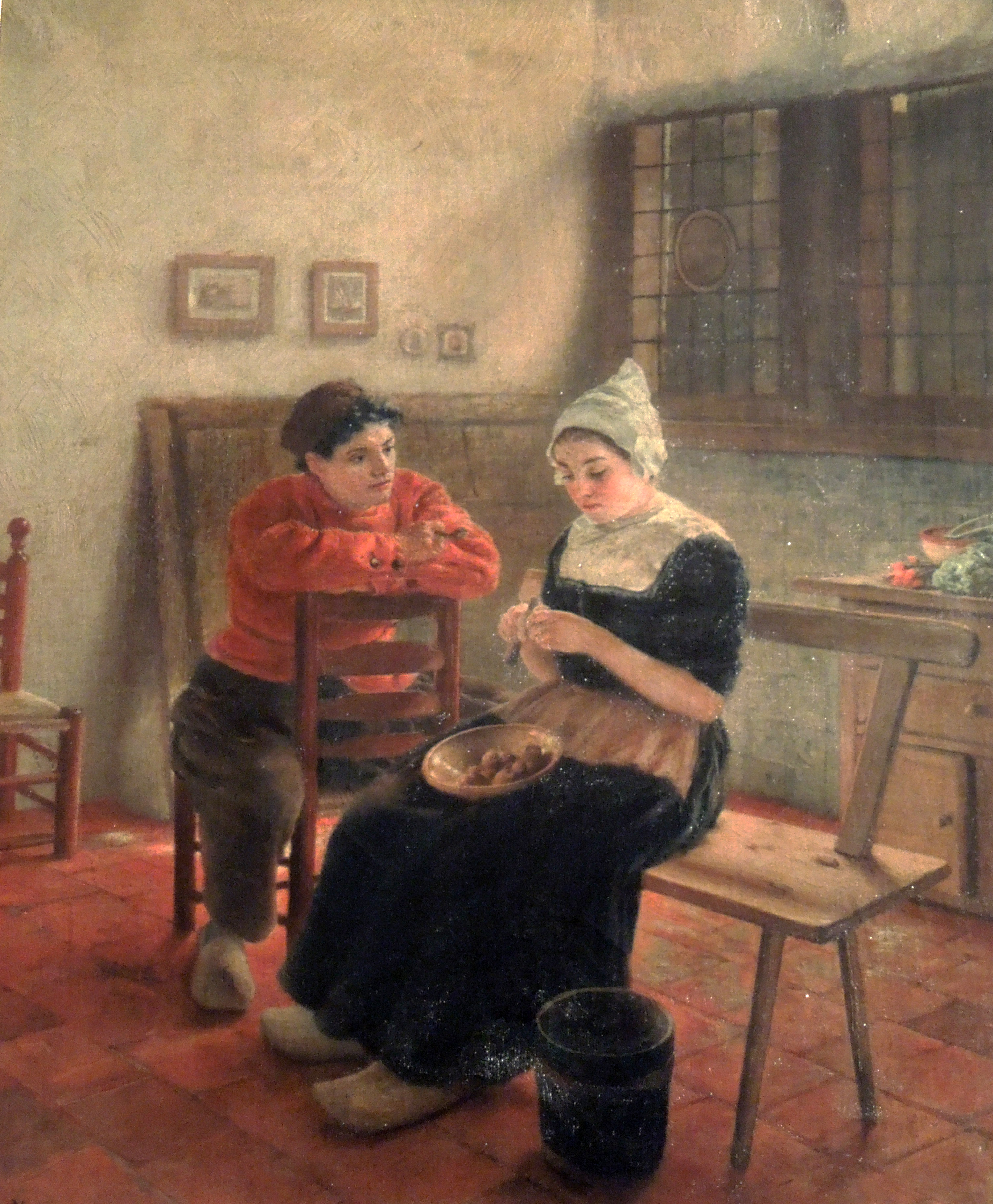
オランダの民家の室内
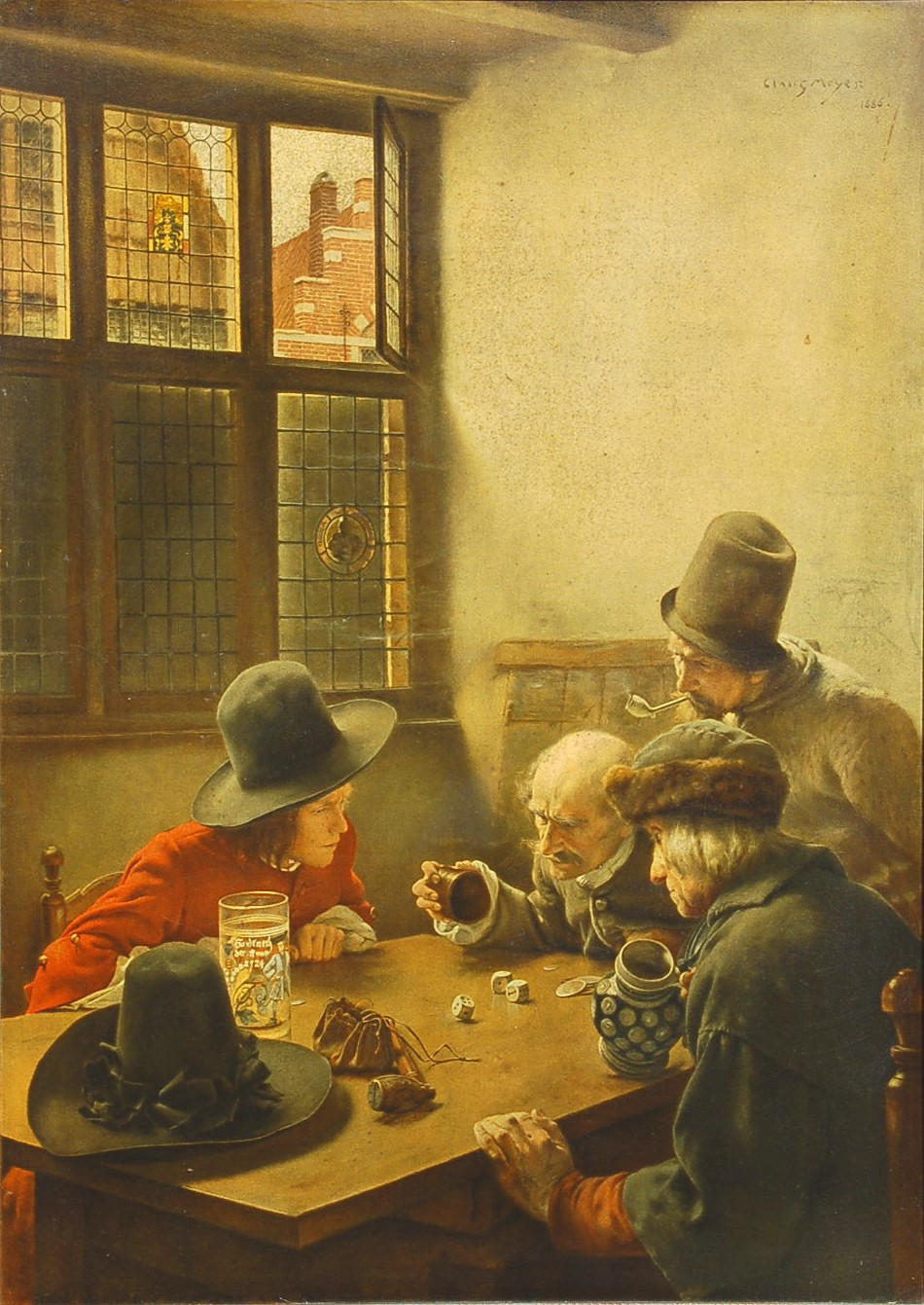
サイコロ遊び
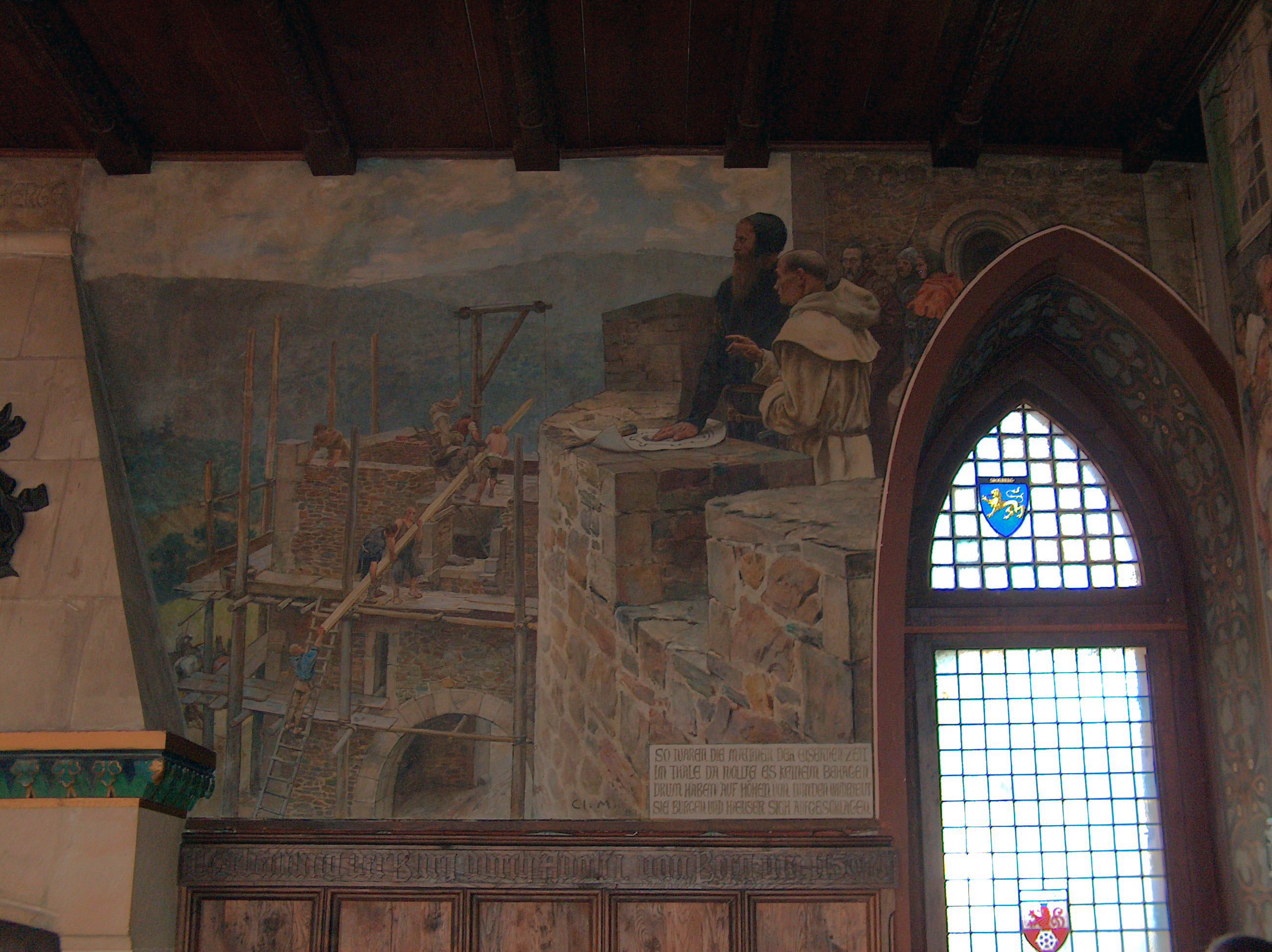
ブルク城の壁画